# Filmografia de Russell Tovey
Esta é uma lista com a filmografia do ator Russell Tovey.

## Cinema
| Ano  | Título                                       | Papel                | Notas          |
| ---- | -------------------------------------------- | -------------------- | -------------- |
| 2001 | The Emperor's New Clothes                    | Recruta              |                |
| 2006 | The History Boys                             | Rudge                |                |
| 2009 | Drop                                         | Ben                  | Curta-metragem |
| 2009 | Roar                                         | Tom                  | Curta-metragem |
| 2009 | In Passing                                   | Henry Travers        | Curta-metragem |
| 2010 | Huge                                         | Carl                 |                |
| 2010 | Lady Grey London                             | Rod                  | Curta-metragem |
| 2012 | Grabbers                                     | Dr. Adam Smith       |                |
| 2012 | The Pirates! In an Adventure with Scientists | Pirata Albino        |                |
| 2012 | Tower Block                                  | Paul                 |                |
| 2012 | Is This a Joke?                              | Tim                  | Curta-metragem |
| 2013 | The King Is Dead                             | Nicky                | Curta-metragem |
| 2013 | Around Again                                 | Soldado britânico    | Curta-metragem |
| 2014 | Muppets Most Wanted                          | Entregador           |                |
| 2014 | Pride                                        | Tim                  |                |
| 2014 | Blackwood                                    | Jack Otterly         |                |
| 2014 | Effie Gray                                   | George               |                |
| 2015 | The Lady in the Van                          | Jovem com brinco     |                |
| 2016 | The Pass                                     | Jason                |                |
| 2016 | Mindhorn                                     | Paul Melly           |                |
| 2017 | The Hippopotamus                             | Rupert Keynes        |                |
| 2018 | Freedom Fighters: The Ray                    | Ray Terril / The Ray |                |
| 2018 | Hymn of Hate                                 | Sargento George May  | Curta-metragem |
| 2019 | The Sea                                      | David                | Curta-metragem |
| 2019 | The Good Liar                                | Stephen              |                |
| 2020 | It's Me                                      | Joe                  | Curta-metragem |
| 2020 | The Understudy                               | Stephen McQueen      |                |
| 2021 | The Picture of Dorian Gray                   | Basil Hallward       |                |
| 2022 | Allelujah                                    | Colin Colman         |                |
| 2023 | Love Again                                   | Billy Brooks         |                |
| 2023 | White Widow                                  | Charlie              |                |
| 2025 | Plainclothes                                 | Andrew               |                |

## Televisão
| Ano       | Título                                           | Papel                           | Notas                                           |
| --------- | ------------------------------------------------ | ------------------------------- | ----------------------------------------------- |
| 1994-1995 | Mud                                              | Bill                            | 7 episódios                                     |
| 1996      | Spywatch                                         | Dennis Sealy                    | 10 episódios                                    |
| 1998      | The Mrs Bradley Mysteries                        | Cavalariço                      | Episódio: "Speedy Death"                        |
| 2000      | Hope and Glory                                   | Gary Bailey                     | Episódio: "2.2"                                 |
| 2000      | Anchor Me                                        | Nathan jovem                    | Telefilme                                       |
| 2001-2005 | Holby City                                       | Jermome Hibbert / Adam Spengler | 2 episódios                                     |
| 2001      | Poirot                                           | Lionel Marshall                 | Episódio: "Evil Under the Sun"                  |
| 2001-2002 | The Bill                                         | Tyro Shaw / Kieran Elcott       | 3 episódios                                     |
| 2002      | NCS Manhunt                                      | Soldado Ball                    | Episódio: "Tinderbox: Part 2"                   |
| 2002      | Ultimate Force                                   | Weasel                          | Episódio: "The Killing House"                   |
| 2002      | Silent Witness                                   | Josh Palmer                     | 2 episódios                                     |
| 2003      | William and Mary                                 | Aaron Patterson                 | Episódio: "1.4"                                 |
| 2003      | Servants                                         | John Walters                    | Episódio: "1.4"                                 |
| 2005      | Messiah: The Harrowing                           | Robbie McManus                  | 3 episódios                                     |
| 2005      | My Family and Other Animals                      | Leslie Durrell                  | Telefilme                                       |
| 2007      | Annually Retentive                               | Ben                             | 5 episódios                                     |
| 2007-2024 | Gavin & Stacey                                   | Budgie                          | 5 episódios                                     |
| 2007-2010 | Doctor Who                                       | Alonso Frame                    | 2 episódios                                     |
| 2008-2012 | Being Human                                      | George Sands                    | 24 episódios                                    |
| 2008      | Ashes to Ashes                                   | Marcus Johnstone                | Episódio: "1.5"                                 |
| 2008      | Agatha Christie's Marple                         | PC Terence Reed                 | Episódio: "Murder Is Easy"                      |
| 2008      | Mutual Friends                                   | Agente do Estado                | Episódio: "1.5"                                 |
| 2008      | Little Dorrit                                    | John Chivery                    | 10 episódios                                    |
| 2009      | The Increasingly Poor Decisions of Todd Margaret | Dave                            | Episódio: "Pilot"                               |
| 2010-2013 | Him & Her                                        | Steve                           | 25 episódios                                    |
| 2011      | Mongrels                                         | Ele mesmo                       | Episódio: "Kali and the Rickshaw Inferno"       |
| 2012      | Sherlock                                         | Henry Knight                    | Episódio: "The Hounds of Baskerville"           |
| 2012      | Playhouse Presents                               | Lacaio                          | Episódio: "Walking the Dogs"                    |
| 2012      | Coming Up                                        | Carl                            | Episódio: "New Cross"                           |
| 2012      | In Love With...                                  | Jack                            | Episódio: "In Love with Wilde"                  |
| 2013-2015 | The Job Lot                                      | Karl Lyndhurst                  | 18 episódios                                    |
| 2013      | What Remains                                     | Michael Jenson                  | 4 episódios                                     |
| 2013      | Talking to the Dead                              | DS Huw Brydon                   | 2 episódios                                     |
| 2014-2015 | Looking                                          | Kevin Matheson                  | 15 episódios                                    |
| 2015      | Drunk History: UK                                | Rei Carlos II                   | Episódio: "Blackbeard/Colonel Blood/Henry VIII" |
| 2015      | Banished                                         | James Freeman                   | 7 episódios                                     |
| 2015      | Stick Man                                        | Cachorro                        | Telefilme                                       |
| 2016      | Comic Strip Presents...                          | Andy Coulson                    | Episódio: "Redtop"                              |
| 2016      | The Night Manager                                | Simon Ogilvey                   | Episódio: "1.1"                                 |
| 2016      | Looking: The Movie                               | Kevin Matheson                  | Telefilme                                       |
| 2016-2017 | Quantico                                         | Harry Doyle                     | 31 episódios                                    |
| 2017      | Queers                                           | Phil                            | Episódio: "More Anger"                          |
| 2017      | The Flash                                        | Ray Terril / The Ray            | Episódio: "Crisis on Earth-X, Part 3"           |
| 2017      | Legends of Tomorrow                              | Ray Terril / The Ray            | Episódio: "Crisis on Earth-X, Part 4"           |
| 2017-2018 | Freedom Fighters: The Ray                        | Ray Terril / The Ray            | 12 episódios                                    |
| 2018      | Shane the Chef                                   | Shane                           | 28 episódios                                    |
| 2019      | Years and Years                                  | Daniel Lyons                    | 4 episódios                                     |
| 2019      | Supergirl                                        | Ray Terrill / The Ray           | Episódio: "Crisis on Infinite Earths: Part One" |
| 2020      | Flesh and Blood                                  | Jake                            | 4 episódios                                     |
| 2020      | The Sister                                       | Nathan                          | 4 episódios                                     |
| 2022      | Starstruck                                       | Dave                            | 2 episódios                                     |
| 2022      | American Horror Story: NYC                       | Patrick Read                    | 10 episódios                                    |
| 2023      | Juice                                            | Guy                             | 6 episódios                                     |
| 2023      | Festning Norge                                   | Charlie Oldman                  | 7 episódios                                     |
| 2024      | Feud: Capote vs. The Swans                       | John O'Shea                     | 8 episódios                                     |
| 2025      | Suspect: The Shooting of Jean Charles de Menezes | Brian Paddick                   | 4 episódios                                     |

## Teatro
| Ano  | Título                          | Papel    | Notas    |
| ---- | ------------------------------- | -------- | -------- |
| 2006 | The History Boys                | Rudge    | Broadway |
| 2015 | A View from the Bridge          | Rodolpho | Broadway |
| 2020 | Who's Afraid of Virginia Woolf? | Nick     | Broadway |